# Wikariat apostolski Mongo
Wikariat apostolski Mongo – jednostka podziału administracyjnego Kościoła katolickiego w Czadzie. Powstała w 2001 jako prefektura apostolska. Wikariat apostolski od 2009.